# 黎湛铁路
黎湛铁路北起湘桂铁路上的黎塘，南至广东省湛江，经广西贵港、玉林、广东湛江廉江、遂溪，全长318.2公里。建于1954年，1955年7月1日全线通车, 1956年元旦正式运营，2005年底完成复线改造。在河唇站與河茂铁路相连，在塘口站與粤海铁路相连。2016年底，黎湛铁路黎塘至玉林段完成电气化改造，并开行动车组。2017年12月20日，黎湛铁路玉林至湛江段電氣化開通。
黎湛铁路全线，包括广东境内的茂名支线（现河茂铁路），都归中国铁路南宁局集团有限公司（原柳州铁路局）管辖。

## 与其他铁路的连接
- 黎塘站：湘桂铁路、（黎钦铁路）
- 根竹站：南广铁路[8]
- 玉林站：洛湛铁路（马玉铁路）、（玉铁铁路）
- 河唇站：河茂铁路
- 塘口站：粤海铁路

## 重大事故
2008年6月30日，黎湛铁路广西境内米场—玉林间（K164+900），因山体滑坡，造成广州开往重庆1322次列车的机车及机后1至6位车厢脱轨，7人受伤。